# История русской философии (Лосский)
«История русской философии» (англ. History of Russian Philosophy) — изложение русской философии Н. О. Лосским. Впервые издана на английском языке в 1951 году (N.Y.). На русском языке в СССР была издана в 1954 ограниченным тиражом с грифом «рассылается по особому списку», в 1991 году была издана свободно.

## Содержание
Лосский начинает русскую философию с принятия христианства в 988 году, которое повлекло за собой перевод греческих книг, часто содержащих философские идеи (например, Изборник Святослава). Этот инкубационный период русской философской мысли продлился до времени Радищева, книги которого «имеют философское значение». После увлечения отцами церкви, русские интеллектуалы переключились на масонов и западных философов. 
Начало "самостоятельной философской мысли в России" связано с появлением славянофильства Киреевского и Хомякова, разработавшего принцип соборности. Им противостояли западники (Чаадаев, Белинский, Герцен), которые так и не вышли из ученической фазы. Если славянофилы подготовили В. С. Соловьёва («первого представителя софиологии»), то западники через нигилистов (Бакунин, Писарев, Чернышевский) и позитивистов привели к утверждению диалектического материализма (Деборин). Лосский полагает, что русские нигилисты и материалисты маскировали свое бескорыстное служение своим идеалам понятием "разумный эгоизм". 
Соловьев привел к появлению "плеяды философов": братьев Трубецких, Сергия Булгакова, Павла Флоренского, Николая Бердяева, Льва Карсавина, Ильи Ильина, Георгия Флоровского и других. Философию Соловьева Лосский определяет как "философию вечной женственности" (Софии как души мира, всеединства, тела Христова и преображенной реальности), которая достигается путем теософии, теократии ("справедливого государства") и теургии ("мистического искусства"). 
Отдельно Лосский рассматривает философские идеи поэтов символистов, которые критиковали научный дискурсивно-аналитический подход и полагали, что реальность раскрывается в интегральных символах, облекающих идею (Андрей Белый). Так Вячеслав Иванов воспринимает злой принцип в двух фазах: позитивно-энергичного Люцифера и отчаявшегося Аримана. "Идея пола" как различия мужского и женского захватывает воображение Мережковского и Розанова.
Лосский заканчивает рассмотрение русской философии изложением воззрений своего сына Владимира, который продолжает самобытные идеи «неопатристического синтеза», выделяя проблемы апофатической теологии и божественных энергий.
В целом, русской философии не везло. «Правительство, — пишет Лосский, — считало философские идеи опасными и подвергало философов преследованиям». Лишь в 1860 году эпоха гонений закончилась, а в царствование Александра III русская философия «догнала западноевропейскую мысль», однако интеллигенция озаботилась проблемами «введения социализма». Второе дыхание русская философия получила лишь в 1909 году, когда был выпущен сборник «Вехи». Но Революция 1917 года «уничтожила весь этот свободный расцвет духовной жизни».

## Характерные черты русской философии
Оценивая русскую философию, Лосский отмечает следующие черты:
- реализм с элементами пантеизма
- интуитивизм (одной из форм интуиции при этом является вера), поэтому реализм не скатывается к натурализму или чистому материализму.
- этический персонализм, при этом софиология и соборность препятствуют вырождению персонализма в субъективный идеализм.

## Издания
- Lossky N. O. History of Russian Philosophy. — New York: International University Press, 1951.
- Лосский Н. О. История русской философии / Пер. с англ. яз. — М: Иностранная литература, 1954. — 414, [1] с. — Рассылается по особому списку